# Дрейф
| Рисунки от статията „Дрейф“; на Военна енциклопедия на Ситин; 1912 г. (подробно описание на чертежите също там) |
| Рисунки от статията „Дрейф“; на Военна енциклопедия на Ситин; 1912 г. (подробно описание на чертежите също там) |

Дрейф (от на нидерландски: drijven – плаване, пришпорване) на плавателен съд, кораб – изместването (отместването, отнасянето) на съда от курса му под влияние на вятъра. Дрейф се характеризира като ъгъл между линията на пътя и линията на реалния курс. За измерването на тази величина се използва уред наречен дрейфомер, чието действие се основава на измерването на разликата в наляганията на водата върху левия и десния борд (хидродинамичен дрейфомер).
- Отместване на стоящ на котва плавателен съд под влияние на вятъра или течения, когато котвата пълзи по грунда на дъното.
- Отместване на неуправляем плавателен съд под влияние на вятъра и/или теченията.

Неприятно, а близо до брега и опасно явление, заради вероятността за изхвърляне на съда в плитчини или в скали.
За да се ориентира дрейфуващия съд с носа по вятъра се използват плаващи котви.
Плаващата котва външно прилича на парашут и има аналогичен принцип на действие, произвежда се от плат. Спуска се през борда и се закрепя с въже към носа на съда.

## Литераура
- Дрейф судна в Большая советская энциклопедия. – М.: Советская энциклопедия. 1969 – 1978.

|  | Тази страница частично или изцяло представлява превод на страницата „Дрейф судна“ в Уикипедия на руски. Оригиналният текст, както и този превод, са защитени от Лиценза „Криейтив Комънс – Признание – Споделяне на споделеното“, а за съдържание, създадено преди юни 2009 година – от Лиценза за свободна документация на ГНУ. Прегледайте историята на редакциите на оригиналната страница, както и на преводната страница, за да видите списъка на съавторите. ВАЖНО: Този шаблон се отнася единствено до авторските права върху съдържанието на статията. Добавянето му не отменя изискването да се посочват конкретни източници на твърденията, които да бъдат благонадеждни. |